# Wieża telewizyjna w Baku
Wieża telewizyjna w Baku (azer. Televiziya Qülləsi) – wolnostojąca betonowa wieża telekomunikacyjna w Baku w Azerbejdżanie zbudowana w 1996 roku. Jest to najwyższa budowla w Azerbejdżanie i najwyższy budynek z betonu zbrojonego na Kaukazie o wysokości 310 metrów (1017 stóp). 
Obrotowa restauracja na 62. piętrze (175 metrów) tej azerskiej wieży została otwarta w 2008 roku.